# Bandera circasiana
La bandera circasia (en adigués y cabardino: Адыгэ нып), conocida coloquialmente como bandera unitaria, es la bandera nacional de los circasianos. Consta de un campo verde adornado con doce estrellas doradas, nueve de ellas formando un arco y tres horizontales, también adornadas con tres flechas cruzadas en el centro. Seferbiy Zaneqo, un diplomático circasiano, es el diseñador de la bandera. Cada año, el 25 de abril los circasianos celebran el Día de la Bandera Circasiana.Actualmente, la República de Adigueya de la Federación de Rusia utiliza oficialmente otra versión de la bandera como bandera nacional.

## Descripción

### Simbolismo y significado
El verde representa la naturaleza y el islam. El color dorado representa un futuro brillante en paz y una abundante cosecha de grano y trigo. Hay doce estrellas que representan las doce provincias de Circasia. Hay tres flechas, una referencia a Adyghe Xabze que significaría "paz si eres mi amigo, guerra si me atacas".

## Banderas históricas

### Evolución del diseño
| Bandera | Fecha de uso                           | Gobierno que la adotpó                      | Notas |
| ------- | -------------------------------------- | ------------------------------------------- | --- |
|         | Siglo XVII-1810                        | Alto Principado de Kabardia                 | El escudo de armas usado por Kabardia. La media luna blanca representa el islam. Las tres estrellas representan la eternidad, la dinastía y los ideales. Las flechas representan la fuerza de combate y la autodefensa. |
|         | 1732-1805                              | Alto Principado de Kabardia                 | Primera versión del estandarte verde, utilizado como bandera unitaria de Kabardia. El diseño se tomó del escudo de armas. |
|         | 1805-1822                              | Alto Principado de Kabardia                 | Se eliminó la parte amarilla y blanca. Esta versión también fue volada por el príncipe Jankhot Qushuq. |
|         | Principios del siglo XIX-1830          | Circasia                                    | Primera bandera conocida de una propuesta de unidad total de Circasia, ondeada por numerosos comandantes circasianos. Tiene ocho estrellas que representan las ocho regiones que apoyan la propuesta. El color dorado se sustituye por el negro. Supuestamente, existían versiones alternativas con símbolos islámicos y espadas. Una de ellas fue capturada por la guarnición durante el asalto circasiano a la fortaleza de Abyn el 26 de mayo de 1840.                                                                           |
|         | 1830-21 de mayo de 1864                | Circasia (Majlis circasiano)                | Diseñada por Seferbiy Zaneqo, se utilizó como bandera de Circasia desde la década de 1830 y fue adoptada oficialmente por el Majlis circasiano en 1860. El verde representa la naturaleza y el islam. Hay doce estrellas que representan las doce provincias de Circasia. El negro se conserva para las flechas, pero las estrellas son doradas. Las flechas representan que los circasianos no buscan la guerra, sino que se defenderán ante un ataque. Fue retirada tras la caída de Circasia en 1864, tras la batalla de Qbaada. |
|         | 1836                                   | Circasia                                    | La bandera "La Libertad" de Deliberti fue enviada por David Urquhart a los Shapsug, Natujaitsy y Abadzej en junio de 1836. Se enviaron un total de 3 piezas. Según Urquhart, las banderas fueron enviadas por Guillermo IV. |
|         | 1837                                   | Circasia                                    | Durante la expansión de la bandera circasiana, se dibujó según los materiales disponibles, por lo que apareció en diferentes colores, pero mantuvo su forma, como estrellas y flechas. Esta versión fue dibujada por Edmund Spencer, viajero inglés en Circasia. |
|         | 1837                                   | Circasia                                    | El 3 de febrero de 1837, se celebró una asamblea en Adagum, a la que asistieron Jong Longworth, James Bell y un total de 1000 representantes de todas las tribus. El líder de la asamblea fue Hawduqo Mansur. Esta bandera se usó en la asamblea. |
|         | 24 de marzo de 1992-7 de junio de 2007 | Consejo Estatal de la República de Adigueya | Primera bandera de la República de Adigueya. El diseño se basó en la bandera de Circasia, pero los colores y las medidas eran significativamente diferentes. La bandera de guerra se sustituyó por la de paz; por lo tanto, el negro, que representaba la lucha contra la invasión rusa, se eliminó por completo y se sustituyó por un color dorado, mientras que las estrellas se elevaron más. El color dorado se reutilizó para representar la cosecha de trigo.                                                                 |
|         | 7 de junio de 2007-actualidad          | Consejo Estatal de la República de Adigueya | Bandera actual de la República de Adiguesia, adoptada en 2007. Las medidas son más cercanas a la bandera circasiana original. |
|         | 1864-actualidad                        | Ninguno                                     | La variante de la bandera utilizada en la diáspora circasiana, siguiendo las medidas originales en lugar de la versión moderna de Adigueya. |

### Otras banderas utilizadas por los circasianos
Se sabe que desde la Alta Edad Media se han utilizado banderas que llevaban los tamgas de dinastías famosas. Además de las utilizadas en batalla y durante las marchas, también se usaban banderas para deportes, bodas, rituales o ceremonias religiosas y para enviar señales a distancia. En las tribus circasianas gobernadas por príncipes, solo los nobles podían ser portadores de estandartes (adigue: бэракъыхь; cabardiano: сэнджакъщIэт). Algunas familias nobles tenían el deber especial de portar los estandartes, y este papel se transmitía de generación en generación. En tiempos de guerra, los nobles portadores de estandartes llevaban los estandartes de los príncipes a los que servían.
| Bandera | Fecha de uso                                 | Gobierno que la adotpó                              | Notas |
| ------- | -------------------------------------------- | --------------------------------------------------- | --- |
|         | 1382–22 de enero de 1517                     | Dinastía buryí                                      | Bandera de los mamelucos circasianos en Egipto. |
|         | ¿?–siglo XVI                                 | Zichia                                              | Según se describe en "Mediterráneo oriental y mar Negro. HM 35. JOÃO FREIRE, ATLAS PORTOLANO. ¿Portugal?, 1546" |
|         | 1641                                         | Coalición de la Cabardia Menor                      | La bandera de coalición utilizada por los principados de Inalid aliados en la batalla de Malka el 12 de julio de 1641. |
|         | ¿?–siglo XIX                                 | Principado de Kundet                                | Estandarte de la casa principesca menor cabardiana del Principado de Kundet. |
|         | ¿?–siglo XIX                                 | Tambiy                                              | Estandarte de la casa noble de Tambiy, vasalla del Principado de Misost. |
|         | ¿?–siglo XIX                                 | Principado de Qeytuqo                               | Estandarte de la casa principesca cabardiana del Principado de Qeytuqo. |
|         | ¿?–siglo XIX                                 | Principado de Bekmirza                              | Estandarte de la casa principesca cabardiana del Principado de Bekmirza. |
|         | ¿?–siglo XIX                                 | Principado de Misost                                | Estandarte de la casa principesca cabardiana del Principado de Misost. |
|         | ¿?–siglo XIX                                 | Principado de Mudar                                 | Estandarte de la casa principesca menor cabardiana del Principado de Mudar. |
|         | ¿?–siglo XIX                                 | Principado de Hatokhshoqo                           | Estandarte de la casa principesca cabardiana del Principado de Hatokhshoqo (Atajuqo). |
|         | ¿?–siglo XIX                                 | Principado de Talhosten                             | Estandarte de la casa principesca menor cabardiana del Principado de Talhosten. Capturado por las tropas rusas en una batalla en 1816.                                                                                        |
|         | ¿?–siglo XIX                                 | Cabardia Menor                                      | Bandera de la Cabardia Menor con los tamgas de las familias Mudar y Akhle. |
|         | ¿?–siglo XIX                                 | Principado de Akhle                                 | Estandarte de la casa principesca menor cabardiana de Akhle. |
|         | ¿?–siglo XIX                                 | Murtazey                                            | Estandarte de la casa noble de segundo rango cabardiana de Murtaza. |
|         | Siglo XIX                                    | Anzorey                                             | Estandarte del noble cabardiano Muhammad-Mirza Anzor. |
|         | 1848–1859                                    | el gobierno de Magomet-Amin                         | "Bandera islámica circasiana" descrita por Karl Marx. La bandera es verde y tiene una espada blanca con una media luna y una estrella. Fue una de las banderas durante el gobierno de Magomet-Amin.                           |
|         | 1859                                         | Bzhedugh                                            | Bandera de la región de Bzhedugh. |
|         | 1864                                         | Shapsug                                             | Bandera de la región de Shapsug. |
|         | 1860                                         | Natujaitsy                                          | Bandera de la región de Natujaitsy. Es una réplica de la bandera francesa con el texto "Muhammad" añadido, representando al profeta islámico Mahoma. También existe una variante con el texto en blanco en lugar de amarillo. |
|         | 6 de marzo de 1917 – 30 de noviembre de 1922 | República de las Montañas del Cáucaso Septentrional | Bandera de la República de las Montañas del Cáucaso Septentrional. Las siete estrellas representan a los pueblos caucásicos y las franjas representan la armonía.                                                             |